# Ferry range
Il termine ferry range in aeronautica si riferisce alla massima distanza che un aereo può percorrere senza carico, con il massimo carburante disponibile, e se possibile con i serbatoi supplementari, durante un volo di trasferimento. 
In pratica, il ferry range è la distanza massima che un aereo può percorrere in una situazione di trasferimento, dove l'obiettivo è soltanto spostare l'aeromobile da un punto all'altro, senza considerare il carico utile. Per raggiungere questo obiettivo, si massimizza il carburante a disposizione, e se possibile si utilizzano i serbatoi aggiuntivi, e inoltre si riduce al minimo il peso dell'aereo, evitando di trasportare passeggeri o carico.
Quindi, mentre il raggio d'azione  di un aereo è inerente alla sua capacità di volare con un determinato carico utile e in condizioni di operare per completare una missione, il ferry range si riferisce alla capacità di percorrere la massima distanza possibile in condizioni di trasferimento, senza carico e con il massimo carburante. 